# 崔春植 (1956年)
崔春植（：／ Choi Chun-sik，1956年3月14日—），大韓民國保守派政治人物，第21屆國會議員。